# زونت ایر

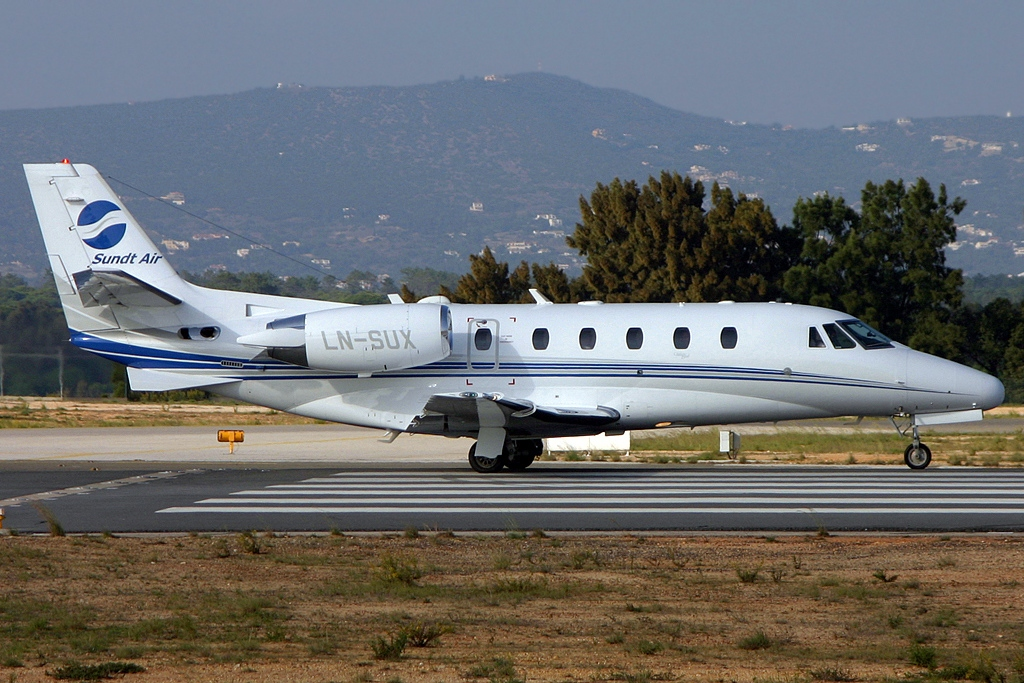
شرکت زونت ایر

زونت ایر (به انگلیسی: Sundt Air) یک شرکت هواپیمایی است که در تاریخ ۱۹۹۷ میلادی تأسیس شده است.
دفتر مرکزی زونت ایر در اسلو، نروژ واقع شده‌است.